# Marcella Lucidi
Marcella Lucidi (Roma, 17 dicembre 1963) è una politica italiana.

## Biografia
Laureata in giurisprudenza, avvocato esperta di diritto di famiglia e dei minori, inizialmente aderisce all'Azione Cattolica, per poi legarsi al gruppo dei Cristiano Sociali di Pierre Carniti, con i quali alle elezioni politiche del 1996 viene eletta deputato e con cui confluisce nei neonati Democratici di Sinistra nel 1998.
Alle politiche del 2001 venne riletta alla Camera dei deputati con i DS-L'Ulivo venendo eletta con il sistema maggioritario nella circoscrizione XV (Lazio 1), precisamente nel collegio 14 Roma-Ardeatino.
È stata prima responsabile nazionale DS delle politiche per l'infanzia e poi responsabile nazionale delle politiche della sicurezza fino a maggio 2006. Nella XIV ha fatto parte della II commissione (giustizia), di cui è stata segretaria dal 20 ottobre del 2005. Sposata e madre di Matteo, nato nel 2003, in vista delle elezioni politiche del 2006 si è candidata nel Lazio per il Senato della Repubblica, senza risultare eletta. 
Dal 18 maggio del 2006 all'8 maggio 2008 fece parte del secondo governo Prodi in qualità di sottosegretario all'Interno con delega all'immigrazione.
È stata Relatrice della Commissione del Partito Democratico incaricata della redazione del Codice Etico. Presidente Sergio Mattarella.